# 國民政府行政院
國民政府行政院（正式名稱為行政院）是中華民國國民政府下設的最高行政機關，在當時國民政府的組織架構中屬於中央二級機關（五院之一）。成立於1928年10月25日，結束於1948年5月20日。之後由行憲後的行政院繼承。

## 沿革
1928年，国民政府通过《中华民国国民政府组织法》，并依此法设置行政院为全国最高行政机关，谭延闿为首任行政院院長。当时的行政院设有内政、外交、财政、教育、交通等10部。
行政院向国民政府主席负责；到蔣中正担任行政院院长一职后，行政院改向中國國民黨中央執行委員會负责。1943年，行政院院长再度直接对国民政府主席负责。
1948年5月20日，國民政府改組為行憲的中華民國政府，行政院依此同時改制為中華民國的最高行政機關，國民政府行政院走入歷史。